# Nestor Chergiani
Nestor Chergiani, född den 20 juli 1975 i Mestia, Georgien, är en georgisk judoutövare.
Han tog OS-silver i herrarnas extra lättvikt i samband med de olympiska judotävlingarna 2004 i Aten.